# Jungo Kono
Jungo Kono (河野 淳吾 Kōno Jungo?, nacido el 9 de julio de 1982 en Yugawara, Kanagawa) es un exfutbolista japonés. Jugaba de defensa y su último club fue el Tokushima Vortis de Japón.

## Trayectoria

### Clubes
| Club                | País  | Año         |
| ------------------- | ----- | ----------- |
| Sanfrecce Hiroshima | Japón | 2001 - 2003 |
| Yokohama FC         | Japón | 2003 - 2005 |
| Mito HollyHock      | Japón | 2006        |
| Tokushima Vortis    | Japón | 2007 - 2008 |